# Kaiser-Joseph-Denkmal (Wien)

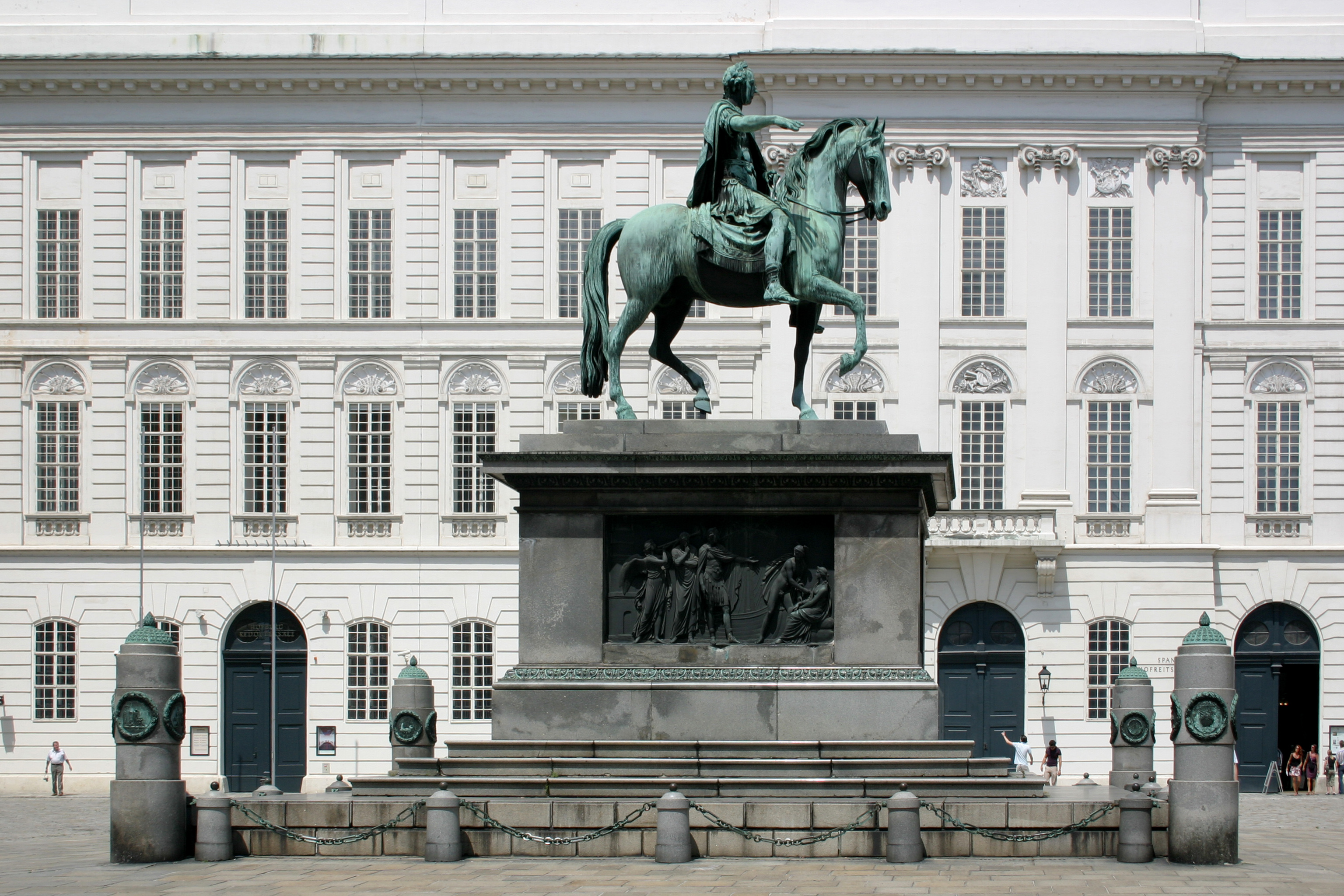
Josephsdenkmal

Das Kaiser-Joseph-Denkmal, kurz Josephsdenkmal, auf dem Josefsplatz in Wien erinnert an den österreichischen Kaiser Joseph II. (1741–1790). Es wurde in den Jahren 1795–1807 im Auftrag von Franz II. nach Entwurf von Franz Anton Zauner errichtet.